# IC 5246
IC 5246 ist eine Spiralgalaxie vom Hubble-Typ Sc im Sternbild Tukan am Südsternhimmel. Sie ist schätzungsweise 134 Millionen Lichtjahre von der Milchstraße entfernt und hat einen Durchmesser von etwa 40.000 Lichtjahren. Gemeinsam mit IC 5249 bildet sie ein (optisches) Galaxienpaar.

Im selben Himmelsareal befinden sich u. a. die Galaxien NGC 7358, IC 5245, IC 5247, IC 5250.
Das Objekt wurde am 21. August 1900 von DeLisle Stewart entdeckt.